# Bitka pri Hastingsu
V bitki pri Hastingsu v južni Angliji, danes pri kraju Battle v Vzhodnem Sussexu, sta se spopadli anglosaška vojska pod poveljstvom kralja Harolda II. in vojska normanskih napadalcev pod poveljstvom normanskega vojvode Viljema II. Zmagali so Normani in njihov vodja je postal angleški kralj Viljem I., imenovan Viljem Osvajalec.
V 11. stoletju se je za angleški prestol spopadlo več tekmecev, predvsem zaradi ravnanja Edvarda Spoznavalca (1003–1066). Leta 1051 je namreč obljubil svojemu bratrancu, normanskemu vojvodi Viljemu, da bo po njegovi smrti zasedel prestol Anglije. Ko pa je okoli leta 1060 Angliji grozil vpad Vikingov, je Edvard obljubil prestol tudi danskemu kralju Svenu Estridsonu. Prejšnji angleški kralj pa je obljubil prestol norveškemu kralju Haraldu III. Hardradu. Poleg vse te zmešnjave okoli prestolonaslednika pa so angleški plemiči želeli imeti domačega vladarja, zato je Edvard obljubil prestol tudi Haroldu Wesseškemu.
Januarja 1066 je po smrti Edvarda Spoznavalca prestol zasedel Harold Wesseški. Toda kmalu je naletel na nasprotovanje, saj je severno Anglijo napadel norveški kralj Harald Hardrad. Harold je odkorakal na sever, se spoprijel s tekmecem in v bitki pri Fulfordu zmagal. Hkrati se je čez Rokavski preliv s svojo vojsko odpravil Viljem, ki so ga nasprotniki takrat imenovali Viljem Pankrt (Bastard), in pristal na južni obali Anglije. Brž ko je Harold izvedel za novico, je z vojsko odkorakal proti jugu v upanju, da bo presenetil napadalce. Viljemovi izvidniki so prežali nad Haroldovo vojsko in jo napadli takoj, ko je prišla na jug. 
Vojski sta bili po številu enakovredni, vsaka je štela približno 8000 mož. Sprva so bili videti Angleži nepremagljivi. Njihova pehota se je borila v strnjenih učinkovitih formacijah in vojaki so z bojnimi sekirami zadajali strahovite udarce. Ko so se razširile govorice, da je Viljem padel, je normanska vojska začela v splošni zmedi razpadati. Toda Viljem je dvignil čelado in svojim vojakom pokazal, da je še živ in jim s tem vlil prepotrebno moralo. Odtlej pa so normanski lokostrelci in konjeniki nadvladali Angleže, ki so bili izčrpani po dolgem pohodu na jug. Harold je bil ranjen, nato pa naj bi ga skozi oko zadela puščica in mu zadala smrtni udarec. Ko je Harold padel, so Angleži brez svojega vodje in premočnega nasprotnika položili svoje orožje na tla in Viljem je še isti dan razglasil veliko normansko zmago. 
25. decembra 1066 je bil okronan za angleškega kralja. Svoj položaj je okrepil tako, da je svojim plemičem podeljeval zemljo in s tem zagotovil širjenje normanske oblasti po vsej državi. Več naslednjih rodov so Anglijo vodili kralji iz Normandije ali drugih delov Francije. Vladajoči razred Anglije so postali Normani, na dvoru pa sta bila uradna jezika francoščina in angleščina.
Vdor Viljema Osvajalca iz 11. stoletja je bil zadnji uspešen vdor na Britansko otočje.